# Феррер, Франсеск
Франсеск Феррер-и-Гарда (Франсиско Феррер Гуардия, кат. Francesc Ferrer i Guàrdia; 14 декабря 1859— 13 октября 1909) — каталонский педагог, просветитель, вольнодумец и анархист.  

## Жизнь
Родился в Алелье (маленький городок недалеко от Барселоны) в семье мелких землевладельцев. До 13 лет учился в сельской школе, но из-за бедности в семье оставил учёбу и был направлен на работу на фирме в Барселоне, торговавшую сукном. Владелец фирмы был антиклерикалом и, как говорят, оказал большое влияние на Феррера. Из-за влияния рабочего движения Феррер начинает интересоваться левыми идеями, начинает посещать кружки анархистов и марксистов, вступает в республиканскую партию и участвует в политике. Работая контролёром на железной дороге от Барселоны до французской границы, Феррер был связным между эмигрировавшим в Париж лидером республиканцев Мануэлем Руисом Соррильей и его испанскими товарищами. В 1885 году пробует организовать стачку работников железной дороги, в 1886 вместе с республиканцами участвует в боевых действиях за Санто-Колому. После поражения восставших Феррера высылают из Испании в Париж с женой и детьми в 1885 году, где становится секретарём Соррильи, даёт частные уроки испанского языка, разрабатывает свой метод либертарной педагогики. В 1895 году его берут преподавателем испанского в Лицей Кондорсе. Развелся в 1899 году и вскоре женился во второй раз на богатой парижской учительнице.
После смерти Соррильи Феррер отходит от идей левого республиканизма, начинает общаться с Жаном Гравом, Элизе Реклю и Полем Робеном, благодаря их влиянию становится анархистом. В 1901 году Феррер вернулся в Испанию и открыл на деньги Эрнестины Менье Escuela Moderna («Современную школу»), где дети от 5 до 12 лет могли получить рациональное и светское образование, причём мальчики и девочки учились совместно, а не раздельно, как в католических школах. Плата за обучение взималась, исходя из денежного состояния родителей ребёнка, бедняки платили столько, сколько могли. Феррер выступал против наказаний и оценок, применительно к учебному процессу. При школе была мастерская, где дети могли по своему желанию освоить полезные в жизни ремёсла. Курс обучения длился 4 года, упор делался на естественные науки, механическому зазубриванию традиционных государственных школ противопоставлялись открытые уроки, походы, беседы с учителями. Религиозное объяснение мира в школе было запрещено. В 1906 году Феррер был арестован по подозрению в причастности к покушению Матью Морраля на короля Альфонсо XIII, но через год отпущен без предъявления обвинений. Пока он был в тюремном заключении, его школа была закрыта.
В начале лета 1908 года, после освобождения из тюрьмы, он написал работу о современной школе под названием «Происхождение и идеалы современной школы». Как сторонник либертарной педагогики, в книге Феррер ратовал за «рационалистическое воспитание» — умственное развитие ребёнка с максимальным учётом его (её) интересов и индивидуальных особенностей.
После объявления военного положения в 1909 году во время Трагической недели он был арестован по обвинению в том, что он якобы руководил восстанием в Барселоне, хотя его в это время даже не было в городе и стране. Будучи признан виновным после длительного судебного разбирательства, Феррер был расстрелян в крепости Монжуик в Барселоне 13 октября. По словам очевидцев, исполнение приговора Феррер перенёс стойко. Его казнь вызвала мощную волну протеста во многих странах мира. Похоронен на Монжуикском кладбище (кат. Cementiri de Montjuïc) в Барселоне.
Вскоре после его казни многие сторонники идей Феррера в США стали создавать так называемые «современные школы», или школы Феррера, по образцу Escuela Moderna. Первая и наиболее заметная «современная школа» (Современная школа имени Феррера) была создана в Нью-Йорке в 1911 году. В 1919—1920 гг. на Вольной территории под контролем махновцев также работали школы, организованные по принципу Феррера. В наши дни концепция Феррера находит применение в ряде либертарных учебных заведениях.